# Strosek Design
Die Vittorio Strosek Autodesign GmbH, mit Sitz in Diessen am Ammersee, ist ein deutscher Fahrzeugveredler. Zu Beginn des 21. Jahrhunderts hat die Firma das umfangreichste Angebot an Porsche-Umbauten in Europa angeboten.
Nach einem Brand in der Produktionshalle des Zulieferers Polytech zum Jahreswechsel 2011/2012, der einen Großteil der Formen für Tuning-Teile zerstörte, erweiterte Vittorio Strosek seine Tätigkeiten und arbeitete als freier Automobildesigner für u. a. Arden, RUF, Abt und Novitec.
Aktuell bietet Strosek den MEGA 30 und der MEGA 30 Speedster an. Beide Modelle sind seit ihrer Präsentation im Jahr 2021 bzw. 2023 für Kunden bestellbar.

## Tuning
Strosek war ursprünglich auf Tuning von Fahrzeugen von Porsche spezialisiert, hat sich im Laufe der Jahre aber auch anderen Modellen gewidmet. Es wurde 1971 von Vittorio Strosek gegründet.

## Geschichte
Vittorio Strosek machte sich 1971 nach einjähriger freier Mitarbeit bei Luigi Colani selbständig. Studio Auto Mobil Design benannte er seine erste Firma und war zunächst mit Entwicklungsaufträge verschiedener namhafter Unternehmen befasst.
1982 gründete er die Firma Strosek Auto Design und widmete sich dem Hersteller Porsche. Eines der ersten Modelle war der Porsche 928. Ihm folgten u. a. der Strosek 944 Turbo und nicht zuletzt das 911er Modell als „Flatnose“ mit Projektionsscheinwerfern.
Aerodynamik war ein Schwerpunkt der Arbeiten. So wurde z. B. im Jahre 1983 die Studie BIWING vorgestellt, die mit einem Luftwiderstandsbeiwert (cw-Wert) von 0,21 aufwarten konnte.
Schließlich widmete man sich auch anderen Fahrzeugherstellern, wie z. B. Ferrari. Im Auftrag der Firma König Specials wurden seinerzeit verschiedene Modelle von Ferrari im Rahmen eines Sportprogramms entwickelt.
Auf dem Genfer Auto-Salon 1992 zeigte Strosek Design verschiedene Porsche-Modelle mit Flügeltüren, deren Art der Anlenkung später beim Mercedes SLR wieder zu finden waren.
Es folgte ein Engagement im Rennsport (Porsche Super Cup, ADAC GT Cup) mit Porsche 928 und 911.
1993 designte Vittorio Strosek im Auftrag für Nissan den 300ZX TwinTurbo als Breitversion. Der von der Firma Strosek dann übernommene und angebotenen Umbau Kit als Breitversion „Strosek Nissan 300ZX TwinTurbo“ wurde einer der erfolgreichsten Modelle die Strosek angeboten hat.
1994 wurde Strosek neben so renommierten Tunern wie Pininfarina, Bertone, Giugiaro und Gandini von Lamborghini zum Projekt „Next Generation Diablo“ eingeladen.
In den Folgejahren bearbeitete Strosek auch Modelle von Volkswagen (Sharan mit Porsche-Technik, Polo, Bora, New Beetle), projektzwo (VW-Bus T4, Beetle, Golf IV, Audi A3, Audi A4) Bitter (Berlina) und Honda (Designstudie ‚Logo’).
1999 präsentierte Strosek schließlich 16 Fahrzeuge auf der IAA in Frankfurt.
2001 widmete man sich Honda: Auf der IAA in Frankfurt wurden die Studie Honda Stream und ein Facelift des Honda HR-V vorgestellt, dem 2002 am Genfer Auto-Salon ein Honda CR-V mit einem außergewöhnlichen Lamellendach von Webasto folgte.
2002 Designstudie/Facelift Honda S 2000 (siehe WWW.strosek jp/history)
2006 wurde der (Zitat) 'legitime Nachfolger des 904' in Form eines Sportprogramms des Porsche Cayman S entwickelt.
Als freier Designer arbeitete Vittorio Strosek in den folgenden Jahren u. a. auch für Firmen wie Arden, ABT, Ruf, FAB Design. Auch widmete sich er der Zusammenarbeit mit dem Tuning-Unternehmen Novitec. In dieser Zeit entwarf er Modelle wie den Ferrari F8 N-Largo, 812 N-Largo, den McLaren 720S N-Largo oder auch den SPOFEC Rolls Royce Wraith.
Im Jahr 2021 präsentierte Strosek den auf 30 Exemplare limitierten MEGA 30. Zwei Jahre später, im Jahr 2023, wurde der MEGA Speedster vorgestellt, der auf eine noch limitiertere Auflage von nur 10 Stück beschränkt ist. Beide Fahrzeugmodelle sind seit ihrer Vorstellung bestellbar.

## Bildergalerie

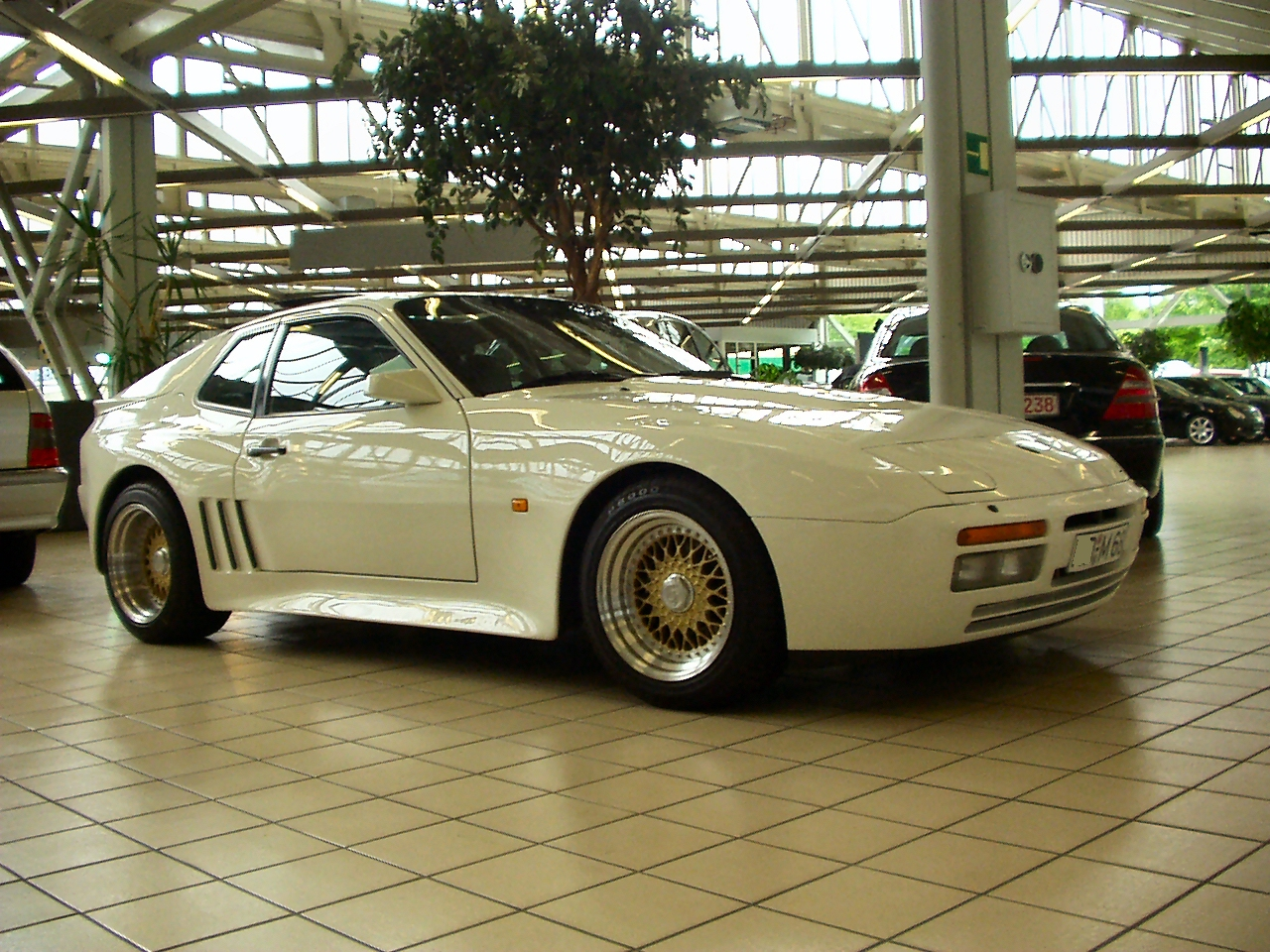
Porsche 944 Strosek
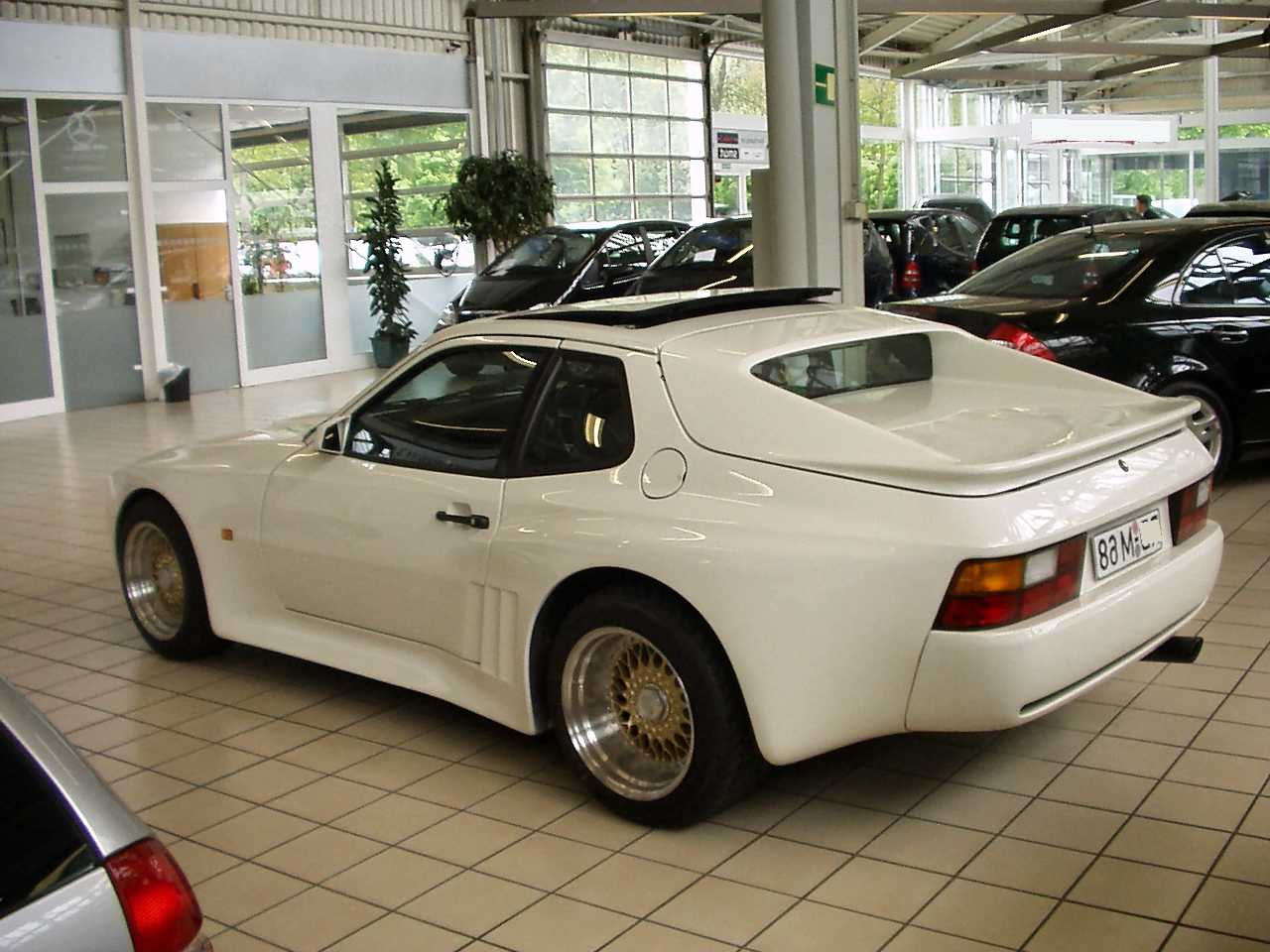
Porsche 944 Strosek
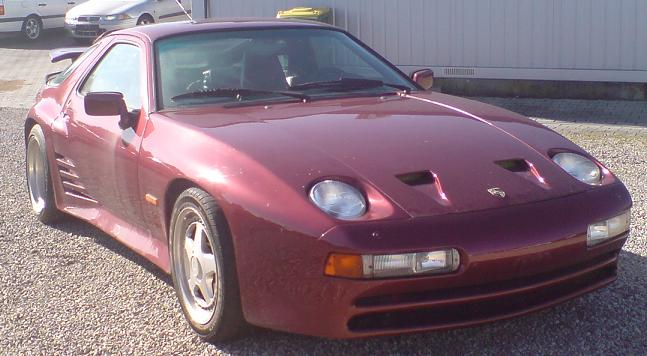
Porsche 928 Strosek
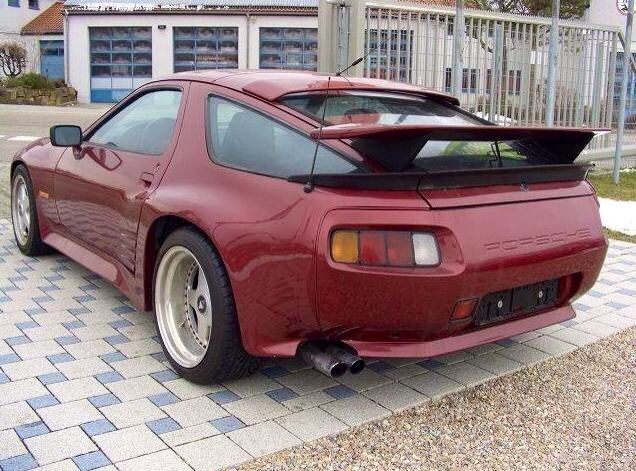
Porsche 928 Strosek
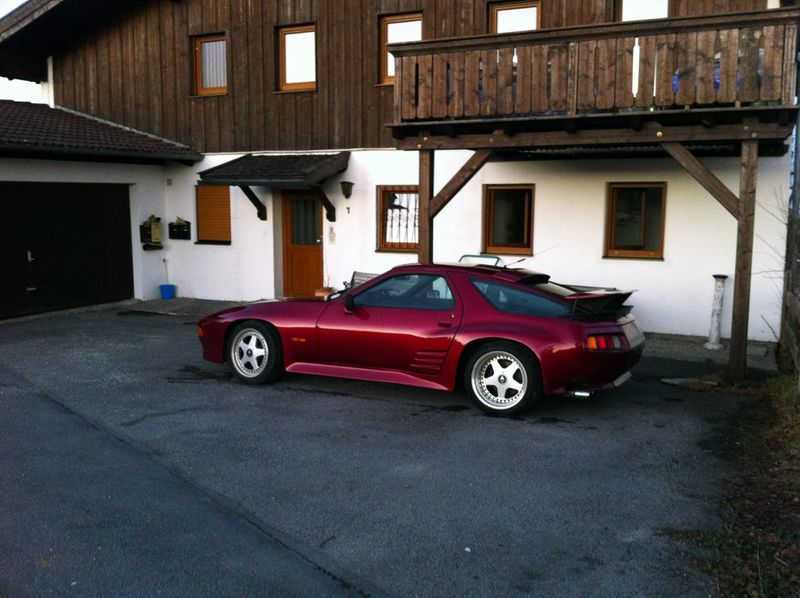
Porsche 928 Strosek
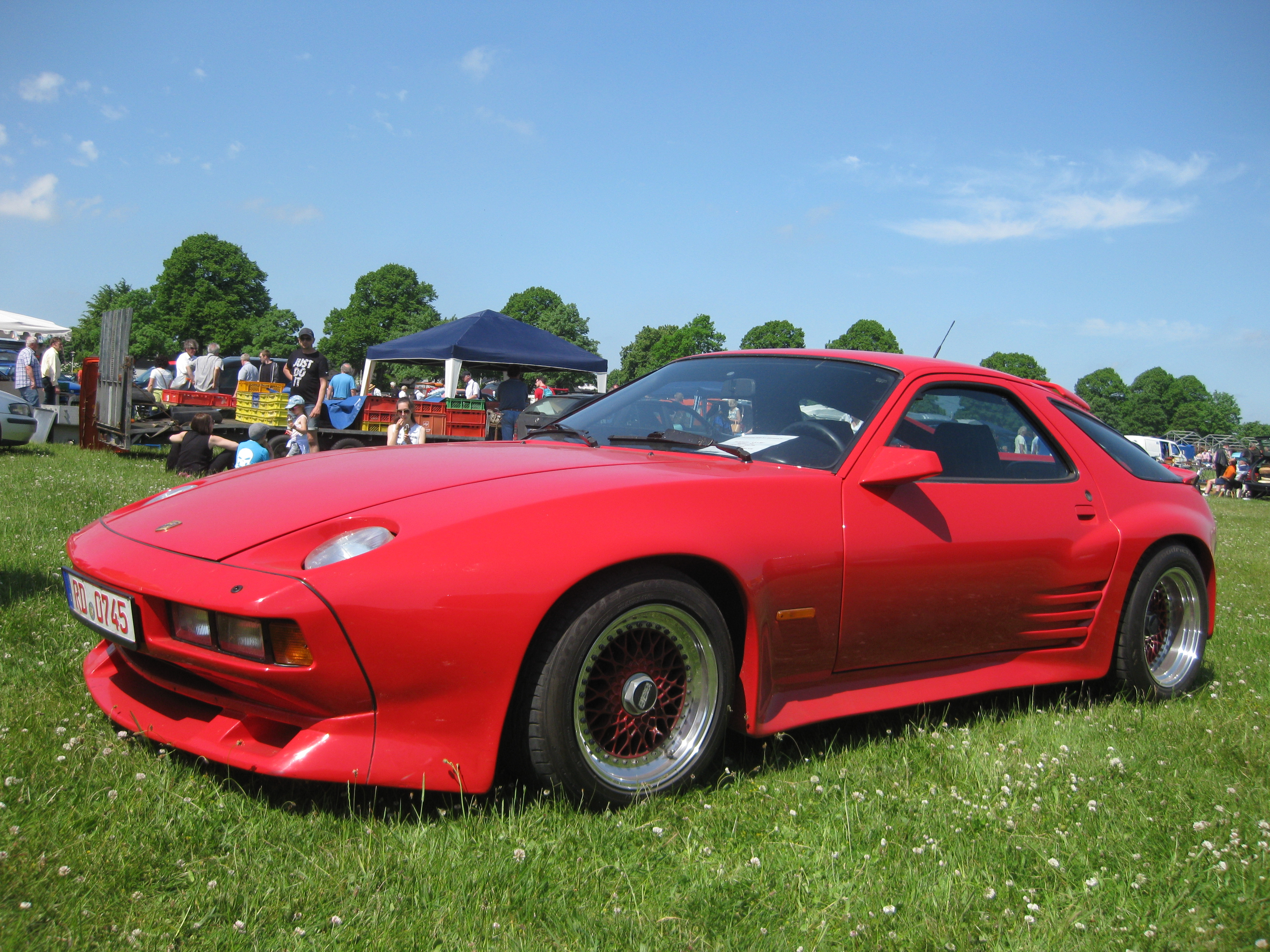
Porsche 928 S II Strosek